# Université de Picardie Jules-Verne
L'université de Picardie Jules-Verne (UPJV) est une université française créée en 1969, dont le siège est à Amiens mais qui dispose de campus dans plusieurs villes de la région des Hauts-de-France : Amiens, Beauvais, Creil, Laon, Saint-Quentin, Cuffies-Soissons. Son nom officiel selon le code de l'éducation est université d'Amiens.

## Histoire

### 1804-1942: l'école de santé et une éphémère faculté des lettres
L'histoire de l'université de Picardie Jules-Verne remonte au début du XIXe siècle, sous le Consulat. L'école de santé est organisée à partir de mars 1804, à l'initiative de la Société médicale d'Amiens et de la commission administrative des hospices d'Amiens. L'inauguration a lieu le 22 germinal an XII (12 avril 1804) et les cours commencent le 15 vendémiaire an XIII (7 octobre 1804). L'école est installée à l'Hôtel-Dieu, le laboratoire d'histoire naturelle et le jardin des plantes servant pour les cours de botanique. L'école forme alors essentiellement des officiers de santé.
En 1808, le décret organisant l'Université impériale fait d'Amiens le siège d'une académie. Elle doit donc théoriquement abriter une faculté des lettres et une faculté des sciences. En fait, seule la faculté des lettres voit le jour le 1er mai 1810. Elle est toutefois supprimée avec une dizaine d'autres par une décision du Conseil royal de l'instruction publique, confirmée par une ordonnance de Louis XVIII le 18 janvier 1816.
À la suite de la réorganisation des études de médecine en 1820-1821, l'école de santé est soumise au régime universitaire et prend le nom « d'école secondaire de médecine et de pharmacie ».
En 1840-1841, une nouvelle réforme transforme « l'école secondaire » en « école préparatoire de médecine et de pharmacie ». L'établissement est rattaché à l'académie de Douai mais reste financé par la commune et le département. En 1883, la ville installe rue Henri-IV (en face de la cathédrale), une annexe comprenant notamment des laboratoires.
La loi du 30 novembre 1892 supprime le titre d'officier de santé, obligeant tous ceux qui veulent faire de la médecine à obtenir le titre de docteur. Dans ces conditions, certains élus estiment que l'école préparatoire n'a plus lieu d'être. Un débat acharné, au cours duquel Jules Verne prend la défense de l'école, a lieu au conseil municipal qui décide finalement du maintien de l'école préparatoire par 13 voix contre 12.
En 1896, les cours sont transférés dans le quartier Saint-Leu et l'annexe de la rue Henri-IV est abandonnée. Les étudiants de médecine ne peuvent suivre à Amiens que le certificat de physique, chimie et sciences naturelles puis les trois premières années de médecine, après quoi ils doivent rejoindre une faculté (Paris ou Lille) pour le doctorat.
En 1918, les combats proches de la première guerre mondiale conduisent à transférer brièvement l'école préparatoire d'Amiens à Rouen. En revanche, les bombardements de 1940 entraînent la destruction complète de l'Hôtel-Dieu et des locaux de l'école. Les cours sont alors déplacés à l'ancien évêché, actuelle École supérieure de commerce d'Amiens.

### 1942-1971: développement des formations universitaires et création de l'université
En 1942, pour pallier les difficultés d'accès aux UFR de droit de Lille et de Paris, un enseignement juridique est créé à Amiens par convention entre la ville, l'université de Lille et la faculté de droit de cette ville. Ces enseignements s'installent à leur tour dans l'ancien évêché.
Par un décret du 10 février 1955, l'école préparatoire de médecine et de pharmacie est transformée en « école nationale de médecine et de pharmacie », qui a le statut d'institut d'université et est rattachée à la faculté de médecine de Lille. Cette école s'installe progressivement dans de nouveaux locaux, situés rue Frédéric-Petit, dans l'ancien collège des Prémontrés.
En 1958, l'offre de formation est complétée par la création d'un collège scientifique universitaire (CSU) et d'une école supérieure de lettres, rattachés également à Lille. Il se constitue la même année un informel « centre universitaire d'Amiens » chargé des questions communes à l'ensemble des formations.
Dans les années qui suivent, l'enseignement universitaire d'Amiens cherche à gagner en autonomie en souhaitant devenir une université à part entière. Cependant, les services du ministère refusent de créer une université dans une ville qui n'est pas le siège d'une académie.
La difficulté vient des hésitations des représentants du département de l'Aisne qui se sentent plus proches de Reims que d'Amiens et revendiquent, si une nouvelle académie doit être créée, d'en fixer le siège à Saint-Quentin, jugée plus centrale. Si la demande ne reçoit pas d'écho favorable du gouvernement, le ministre de l'Éducation nationale promet toutefois à la ville la création d'un enseignement supérieur scientifique, ce qui sera chose faite en 1964 avec la création d'un CSU.
En 1964, le premier recteur de l'université, Robert Mallet du haut de la tour Perret, décide de construire cette université sur les actuels terrains au sud d'Amiens.
Cette même année 1964 voit finalement la création de l'académie, notamment grâce à l'intervention de Robert Mallet qui en devient recteur. C'est aussi en 1964 que sont inaugurés les bâtiments du CSU à Saint-Leu, à l'emplacement de l'ancien Hôtel-Dieu.
En 1965, le conseil des établissements d'enseignement supérieur est créé et un premier Guide de l'étudiant est publié. Les enseignements de lettres et de droit s'installent à leur tour rue Frédéric-Petit.
C'est à cette époque également que commencent les travaux de construction du campus, prévus pour abriter, à terme, la totalité des formations universitaires, ce qui ne se produira pas.
En 1966, l'école nationale de médecine et de pharmacie est érigée en faculté de médecine, mais le même décret prévoit la suppression progressive des enseignements de pharmacie. La nouvelle faculté reste rattachée à l'université de Lille.
Au cours des événements de mai 1968, les collèges juridique, scientifique, littéraire s'autoproclament facultés.
Devant les revendications et à la suite des modifications législatives intervenues entre-temps (loi Faure), le gouvernement revient sur sa décision prise en 1966 et crée une faculté mixte de médecine et de pharmacie à Amiens.
Finalement, le 27 mars 1969, l'université d'Amiens est créée par un arrêté. Elle regroupe :
1. L’UER mixte de médecine et de pharmacie ;
2. Les anciens CES d'Amiens et de Saint-Quentin renommés UER de sciences exactes et naturelles ;
3. L’UER de lettres et sciences humaines ;
4. L’UER de droit et de sciences économiques ;
5. Les instituts universitaires de technologie qui viennent d'être créés[19].

Un conseil provisoire est chargé de gérer l'université et surtout d'élaborer les nouveaux statuts. Le conseil décide en octobre 1969 de changer le nom de l'université en université de Picardie, ce qui donne lieu à des contestations de ceux qui pensent qu'il pourrait y avoir d'autres universités en Picardie. La nouvelle université obtient cependant gain de cause sur la question du nom.
Les statuts sont finalement approuvés par un arrêté du 17 novembre 1970, donnant lieu à l'élection des premiers conseils statutaires (conseil d'administration et conseil scientifique) et celle du premier président de l'université, Dominique Taddeï, le 16 mars.

### Depuis 1971: développement et transformations de l'université de Picardie Jules-Verne
Depuis 1971, l'université s'est développée en gagnant en intérêt auprès des étudiants picards, qui peuvent désormais suivre leurs études à Amiens voire dans d'autres villes de la région jusqu'au troisième cycle.
L'université s'est ainsi implantée dans les trois départements de Picardie, notamment à Beauvais et à Soissons.
À Amiens, les enseignements de droit et de lettres ont rejoint le campus en 1971.
Pour les UFR de médecine et de pharmacie (distinctes depuis 1974), l'installation au campus reste longtemps un projet, mais devant les divers retards pris, il est finalement décidé en 1987 de les déplacer à l'ancien hospice Saint-Charles. Commencée à partir de 1991, l'installation s'achève avec l'ouverture de la bibliothèque en 2002.
Les UFR de droit et d'économie ont retrouvé le centre-ville à partir de 1997.
Depuis septembre 2018, le pôle « humanités » (Lettres, Langues, Histoire-Géographie, INSPE,), autrefois implanté au campus sud, a pris ses quartiers à la Citadelle d'Amiens. Parallèlement, on y trouve une bibliothèque universitaire, un restaurant CROUS ainsi que deux autres points de restauration. Toujours en 2018, l'université est à la pointe sur les études de genre en France, en relation avec l'Université Autonome de Barcelone et le Musée Picasso, notamment par les études sur Picasso et sa relation avec les femmes, avec le concours d'artistes internationales contemporaines telles qu'Eulàlia Valldosera.

### Historique des présidents
| Identité                           | Période          | Période          | Durée                      |
| Identité                           | Début            | Fin              | Durée                      |
| ---------------------------------- | ---------------- | ---------------- | -------------------------- |
| Dominique Taddei (né en 1938)      | 16 mars 1971     | 30 novembre 1973 | 2 ans, 8 mois et 14 jours  |
| Roland Perez (d) (né en 1941)      | 30 novembre 1973 | 27 octobre 1978  | 4 ans, 10 mois et 27 jours |
| Bernard Rousset (d) (1929 - 1997)  | 27 octobre 1978  | 25 novembre 1983 | 5 ans et 29 jours          |
| Francis Perdu (d) (1933 - 2022)    | 25 novembre 1983 | 19 février 1989  | 5 ans, 2 mois et 25 jours  |
| Bernard Némitz (d) (né en 1943)    | 19 février 1989  | 14 janvier 1994  | 4 ans, 10 mois et 26 jours |
| Paul Personne (d)                  | 14 janvier 1994  | 15 janvier 1999  | 5 ans et 1 jour            |
| Bernard Risbourg (d) (1943 - 2001) | 15 janvier 1999  | 22 juin 2001     | 2 ans, 5 mois et 7 jours   |
| Gilles Demailly (né en 1949)       | 22 juin 2001     | juin 2006        | 5 ans                      |
| Georges Fauré (d) (né en 1960)     | juin 2006        | mai 2012         | 5 ans et 11 mois           |
| Michel Brazier (d) (né en 1950)    | mai 2012         | mai 2016         | 4 ans                      |
| Mohammed Benlahsen (d)             | 9 septembre 2016 | 31 décembre 2024 | 8 ans, 3 mois et 22 jours  |
| Denis Postel (d)                   | 6 février 2025   | En cours         | 5 mois et 25 jours         |

## Implantations
| \| Lille Arras Amiens Beauvais Laon Creil Soissons Saint-Quentin \| Implantations de l'université de Picardie dans la région Hauts-de-France Préfecture de région. Préfectures de département. |
| Lille Arras Amiens Beauvais Laon Creil Soissons Saint-Quentin |

Les services centraux de l'université se trouvent à Amiens comme la plupart des enseignements et des équipes de recherche. L'UPJV à Amiens est organisée en pôles situés en différents lieux.

### Pôle Campus
Le pôle « Campus » (Chemin du Thil, allée P. Grousset et avenue des facultés - Amiens sud) regroupe :
- l'UFR des SHSP ;
- l'UFR des STAPS ;
- l'IUT d'Amiens.

Le Campus du Thil, le plus ancien de l'université, est implanté au sud-ouest de la ville, dans ce qui était à l'époque de sa construction une plaine céréalière. 

### Pôle Saint-Leu
Le pôle « Scientifique Saint-Leu » (rue Saint-Leu) regroupe : 
- UFR des Sciences avec les départements suivants :
  - mathématiques ;
  - informatique ;
  - électronique - électrotechnique - automatique (EEA)
  - chimie ;
  - physique ;
  - sciences de la vie et de la terre (SVT).

Ont travaillé sur la construction de ces bâtiments Henri Gaudin, Jean Dubus et Jean-Pierre Lott. 

### Pôle Cathédrale
Le pôle « Cathédrale » (centre-ville, placette Lafleur) regroupe : 
- l'UFR d'économie et de gestion ;
- l'UFR de droit et science politique ;
- l'institut d'administration des entreprises (IAE) ;
- l'institut de préparation à l'administration générale (IPAG) ;

L'architecture de ce pôle est due à l'architecte Francesco Venezia.

### Pôle Citadelle
Le pôle « Citadelle » (rue des Français Libres) regroupe :
- l'UFR de Sciences humaines, sociales et philosophie ;
- l'UFR des Lettres ;
- l'UFR d'Histoire et Géographie ;
- UFR des Langues et Cultures étrangères ;
- l'INSPÉ de l'Académie d'Amiens.

La réhabilitation de la citadelle et son adaptation aux besoins de l'Université sont dus à Renzo Piano à l'issue d'un concours international. 

### Pôle Santé
Le pôle « Santé » (centre-ville, rue des Louvels) regroupe : 
- UFR de médecine ;
- UFR de pharmacie ;

### Pôle Saint-Maurice
Le pôle « Arts » (rue des Teinturiers)
- UFR des Arts avec les départements :
  - Arts plastiques ;
  - Arts du spectacle ;
  - Histoire de l'art.

L'UPJV est également implantée à :

### Beauvais
À Beauvais : formations en sciences, langues et histoire-géographie, et une partie de l'institut universitaire de technologie de l'Oise.

### Creil
À Creil, avec une partie de l'institut universitaire de technologie de l'Oise.

### Laon
À Laon, avec une partie de l'institut universitaire de technologie de l'Aisne.

### Saint-Quentin
À Saint-Quentin, avec :
- une partie de l'institut universitaire de technologie de l'Aisne ;
- l'Institut supérieur des sciences et techniques (INSSET).

### Soissons
À Soissons, avec :
- une partie de l'institut universitaire de technologie de l'Aisne ;
- une section consacrées aux sports ;

## Chiffres clés
L'UPJV compte 32 000 étudiants en formation initiale ou continue.
Elle possède six campus à : Amiens, Beauvais, Saint-Quentin, Creil, Laon et Cuffies-Soissons.
Elle propose 128 diplômes dont 12 DUT, 26 licences, 37 licences Pro et 53 masters.
Elle est constituée de 11 UFR, 7 instituts dont 1 INSPÉ et 35 unités de recherche.
Elle a six associées CNRS, deux INSERM, une INERIS et une INRAE.
Elle est composée de deux écoles doctorales.

## Enseignements et recherche

### Formation
L'UPJV est une université pluridisciplinaire qui assure la formation des étudiants dans presque tous les domaines de la connaissance.
Elle enseigne dans quatre domaines :
- les arts, lettres et langues (les humanités) ;
- les sciences humaines et sociales ;
- le droit, l'économie et la gestion ;
- les sciences, la technologie et la santé.

### Recherche
Pour la recherche, l'UPJV dispose de 36 équipes de recherche reconnues par le ministère, 6 sont associées au CNRS, 2 à l'INSERM et 1 à l'INERIS. Ces unités sont impliquées dans trois champs disciplinaires : Sciences (12 unités de recherche), Santé (11 unités de recherche) et les Sciences humaines et sociales (13 unités de recherche), chacune étant organisée autour de thèmes fédérateurs assurant la lisibilité de l'offre de recherche de l'UPJV.

## Classement
Le Center for World University Rankings a classé l'Université de Picardie 871e université du monde et 49e de France.
La notation reflète une globale qualité d’enseignement qui combine les données sur la réputation des institutions de recherche et d'enseignement.
Classement mondial, source CWUR, sur 1000 universités
| 2014 | 2015 | 2016 | 2017 | 2018-2019 |
| ---- | ---- | ---- | ---- | --------- |
| 795e | 764e | 701e | 711e | 871e      |

Classement France, source CWUR sur 44 universités (en 2017)
| 2014 | 2015 | 2016 | 2017 | 2018-2019 |
| ---- | ---- | ---- | ---- | --------- |
| 41e  | 35e  | 31e  | 33e  | 39e       |

## Vie étudiante

### Évolution démographique
| 2000   | 2001   | 2002   | 2003   | 2004   | 2005   | 2006   | 2007   | 2008   |
| ------ | ------ | ------ | ------ | ------ | ------ | ------ | ------ | ------ |
| 20 125 | 19 513 | 19 769 | 20 729 | 20 627 | 20 889 | 20 916 | 20 334 | 21 826 |

| 2009   | 2010   | 2011   | 2014   | 2015   | 2016   | 2017   | 2018   | 2019   |
| ------ | ------ | ------ | ------ | ------ | ------ | ------ | ------ | ------ |
| 22 448 | 22 243 | 22 757 | 25 000 | 26 054 | 28 000 | 30 000 | 30 000 | 30 000 |

| 2020   | - | - | - | - | - | - | - | - |
| ------ | - | - | - | - | - | - | - | - |
| 31 000 | - | - | - | - | - | - | - | - |

## Vie associative
L'Université de Picardie Jules Verne est aussi impliquée dans la vie associative et notamment dans les projets associatifs menés par les étudiants. Elle offre à toutes les associations le demandant et répondant aux critères un agrément qui leur permet ensuite d'obtenir des subventions ou de participer à la vie étudiante de l'université. 
L'AEBJV, Association Étudiante Beauvais Jules Verne, présente sur le site de Beauvais est conçue pour favoriser la vie étudiante en proposant des activités diverses dans un esprit d’échange et de partage. 

## Personnalités liées à l'université

### Étudiants
- Geneviève Fioraso (1954-), femme politique, secrétaire d'État chargée de l'Enseignement supérieur et de la Recherche dans le gouvernement Valls I, ministre de l'Enseignement supérieur et de la Recherche du gouvernement Ayrault.
- Liêm Hoang-Ngoc (1964- ), économiste et homme politique français. Député européen (2009-2014).
- Frédéric Cuvillier (1968- ), ministre délégué aux Transports, à la Mer et à la Pêche dans le gouvernement Jean-Marc Ayrault.
- Christian Ingrao (1970 - ), historien, directeur de l'Institut d'histoire du temps présent.
- François Ruffin, (1975 - ), journaliste, essayiste, réalisateur et homme politique français.
- Najat Vallaud-Belkacem (1977- ), femme politique, ministre des Droits des femmes et porte-parole du gouvernement dans les gouvernements de Jean-Marc Ayrault[52] puis ministre de l'Éducation nationale, de l'Enseignement supérieur et de la Recherche dans le gouvernement Manuel Valls.
- Vincent Guillier (1978- ), poète, traducteur et critique littéraire.
- Léontine Nkague Nkamba (1977-), mathématicienne et universitaire camerounaise.

## Sources